# Charmosyna
Charmosyna é um género de papagaio da família Psittacidae.
Este género contém as seguintes espécies:
- Charmosyna josefinae
- Charmosyna margarethae
- Charmosyna meeki
- Charmosyna multistriata
- Charmosyna palmarum
- Charmosyna papou
- Charmosyna placentis
- Charmosyna pulchella
- Charmosyna rubrigularis
- Charmosyna rubronotata
- Charmosyna wilhelminae
- Charmosyna diadema
- Charmosyna amabilis
- Charmosyna toxopei